# Roberto Cravero
Roberto Cravero (* 3. Januar 1964 in Venaria Reale) ist ein ehemaliger italienischer Fußballspieler auf der Position des Verteidigers, der meistens als Libero spielte.

## Laufbahn
Cravero erhielt seine fußballerische Ausbildung im Nachwuchsbereich seines Heimatvereins FC Turin, bei dem er 1981 auch seinen ersten Profivertrag erhielt. In seinen ersten zwei Jahren beim „Toro“ kam er jedoch nur zu einem Einsatz in der Serie A. Um sich weiterentwickeln zu können, wurde er von 1983 bis 1985 an den Zweitligisten AC Cesena ausgeliehen, bei dem er zu zahlreichen Einsätzen kam. Nach seiner Rückkehr zum FC Turin entwickelte er sich auch dort schnell zum Stammspieler und war später sogar Mannschaftskapitän.
Wegen seiner guten Leistungen wurde er in die italienische U-21-Auswahl berufen und nahm 1988 am olympischen Fußballturnier teil, wo er die Gruppenspiele gegen Guatemala (5:2) und Sambia (0:4) bestritt.
Am Ende der darauffolgenden Saison 1988/89 musste Cravero mit seinem Verein den Abstieg aus der höchsten Spielklasse hinnehmen, gewann aber in der darauffolgenden Saison 1989/90 die Meisterschaft der Serie B, was die unmittelbare Rückkehr in die Serie A bedeutete. In der darauffolgenden Spielzeit erzielte der FC Turin in der Saison 1990/91 mit dem fünften Rang eine bessere Platzierung als der ansonsten meistens besser platzierte Stadtrivale und Rekordmeister Juventus und gewann außerdem noch den Mitropapokal. Ein Jahr später gelang sogar der dritte Rang in der italienischen Meisterschaft (wenngleich diesmal hinter dem Vizemeister Juventus platziert) und der Einzug in die Finalspiele um den UEFA-Pokal 1991/92. Der Titelgewinn blieb dem „Toro“ allein aufgrund der Auswärtstorregel (2:2 und 0:0) gegen Ajax Amsterdam versagt.
Von 1992 bis 1995 stand Cravero beim Ligakonkurrenten Lazio Rom unter Vertrag, kehrte aber 1995 wieder zum FC Turin zurück, mit dem er in der Saison 1995/96 abermals absteigen musste und für den er in den beiden letzten Spielzeiten seiner aktiven Laufbahn (1996/97 und 1997/98) erneut in der zweiten Liga spielte.

## Erfolge
- Italienischer Zweitligameister: 1989/90
- Mitropapokalsieger: 1991
- UEFA-Pokalfinalist: 1991/92